# Musée mémorial Shiki

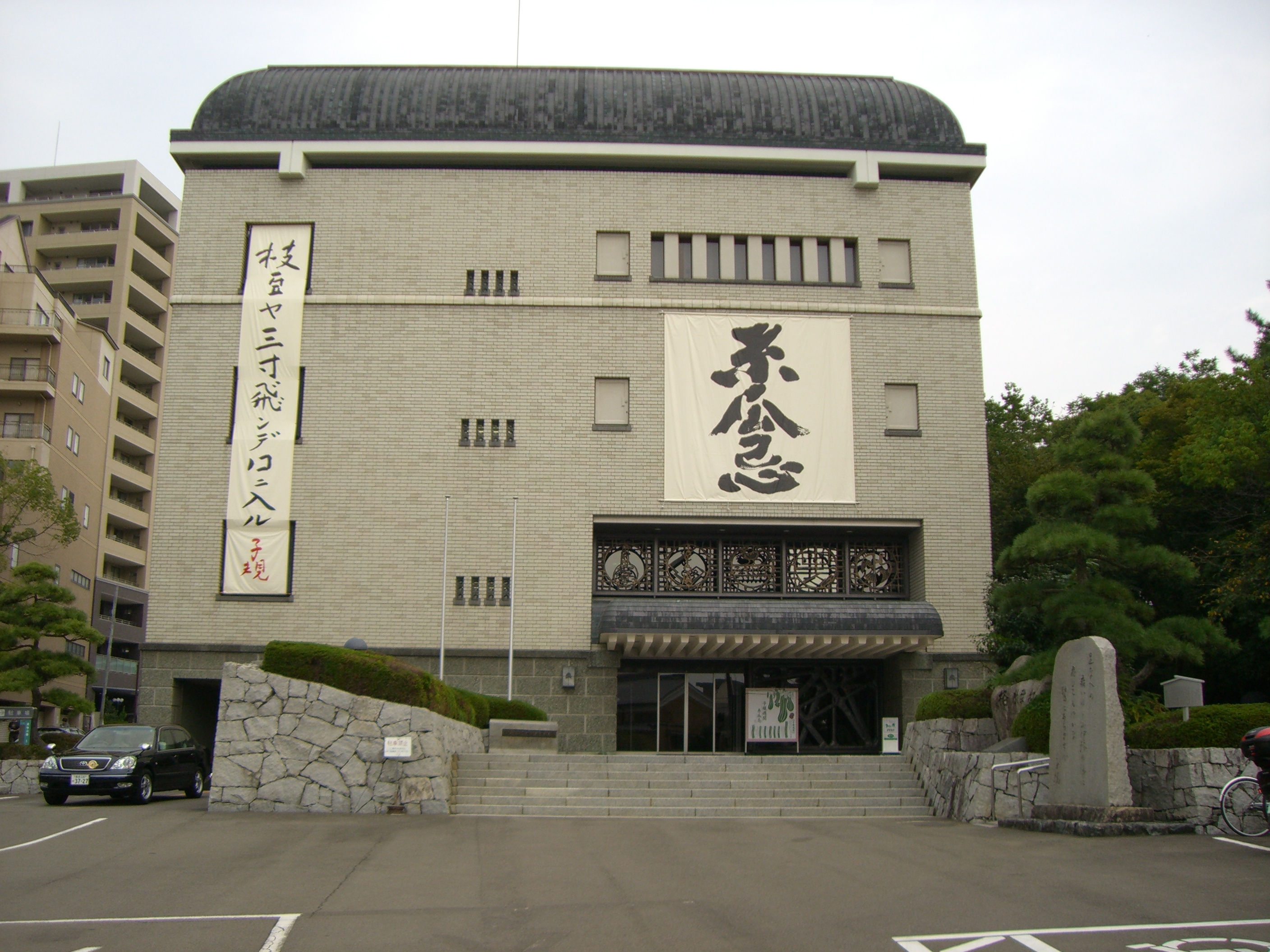
Façade du musée mémorial Shiki

Le musée mémorial Shiki (子規記念博物館, Shiki Kinen Hakubutsukan) de Matsuyama est principalement consacré à la vie et à l’œuvre de l'écrivain japonais Masaoka Shiki, né et élevé dans la ville. Shiki est largement considéré comme le personnage le plus important dans la modernisation de la poésie haïku et tanka. Le musée comprend également des expositions sur l'histoire ancienne de Matsuyama.